# Filosofia da ciência da computação
A filosofia da ciência da computação trata das questões filosóficas que surgem a partir do estudo da ciência da computação a qual engloba não apenas a programação, mas também todo o estudo dos conceitos e metodologias que ajudam no desenvolvimento e manutenção dos sistemas de computador. Apesar de algumas tentativas de desenvolver uma filosofia para a ciência da computação, como a filosofia da física ou a filosofia da matemática, não há ainda um acordo sobre o conteúdo, objetivo, foco ou os tópicos da filosofia de ciência da computação.